# Sakina Karchaoui

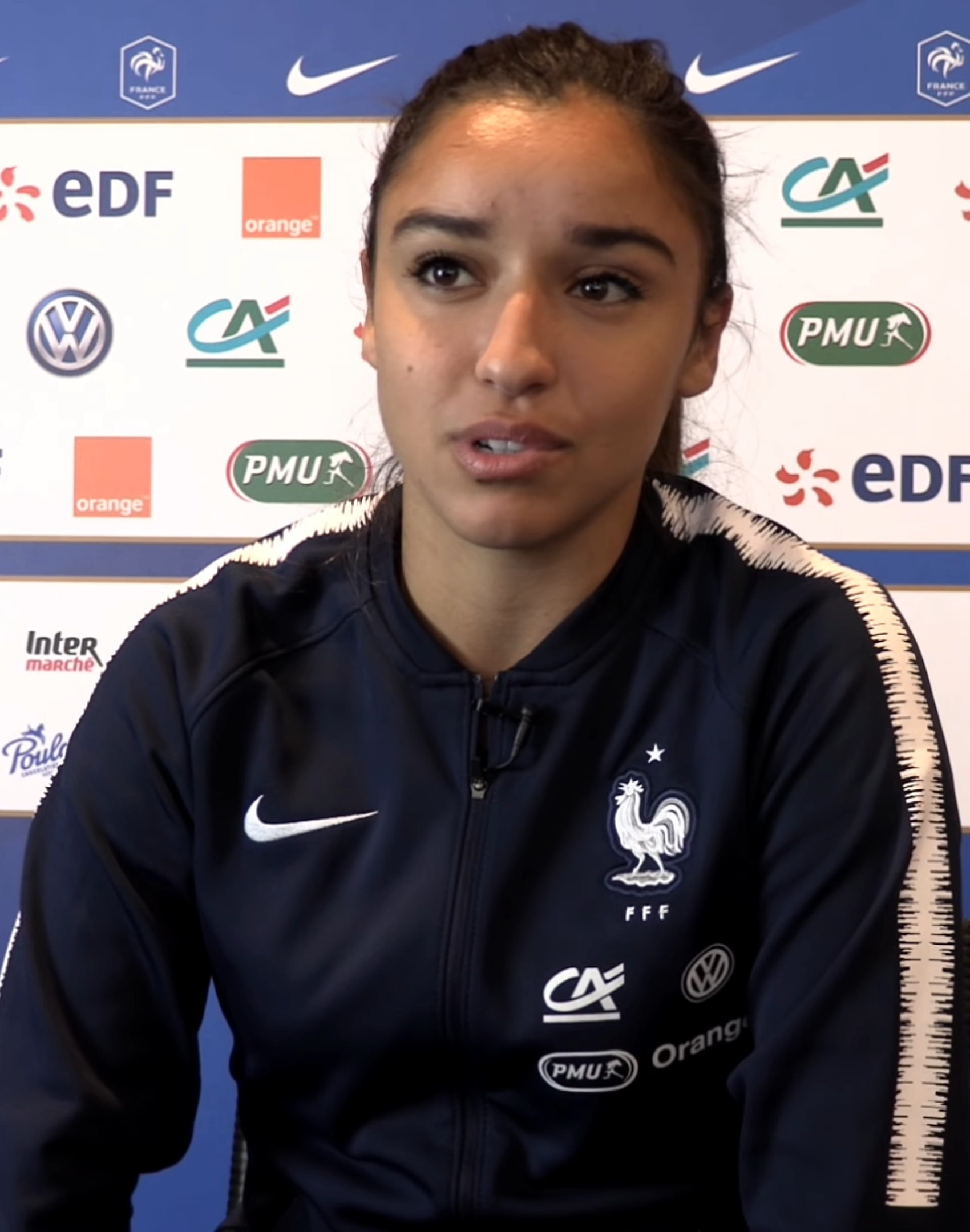
Sakina Karchaoui (2019)

Sakina Karchaoui (* 26. Januar 1996 in Salon-de-Provence) ist eine französische Fußballspielerin.

## Vereinskarriere
Die Tochter marokkanischer Eltern wuchs in der stark industriell und durch Hafenwirtschaft geprägten Region am Étang de Berre auf. Bereits als Zehnjährige spielte sie bei der US Miramas Fußball. 2009 fand sie Aufnahme im Nachwuchszentrum des HSC Montpellier; dessen Trainerin Sarah M’Barek setzte die zu diesem Zeitpunkt 16-Jährige im November 2012 erstmals in einem D1-Punktspiel gegen den FC Vendenheim ein. Danach fand die 1,60 m kleine, normalerweise auf der linken Außenbahn agierende Sakina Karchaoui erst wieder ab September 2014 in Montpelliers erster Frauschaft Berücksichtigung, dies dann aber regelmäßig. Aufgrund ihrer Offensivqualitäten wurde sie beispielsweise im Landespokalendspiel 2015 bei Anpfiff als zweite Sturmspitze neben Laëtitia Tonazzi aufgeboten.
Sie ist eine sichere Elfmeterschützin, wie sie beispielsweise im Pokalhalbfinale 2016 gegen Paris Saint-Germain nachwies, wo sie beim erforderlichen Strafstoßschießen den insgesamt elften, entscheidenden Versuch nervenstark verwandelte. Nach dem Auslaufen ihres Vertrags beim MHSC schloss Karchaoui sich im Sommer 2020 den Frauen von Olympique Lyon an. Dort blieb sie nur eine Spielzeit und wechselte anschließend zu Paris Saint-Germain.

### Stationen
- US Miramas (2006–2009)
- Montpellier HSC (2009–2020)
- Olympique Lyon (2020/21)
- Paris Saint-Germain FC (seit 2021)

## In der Nationalelf
Sakina Karchaoui hat 2012 sechs Spiele in der französischen U-17-Auswahl bestritten und darin einen Treffer erzielt. Zu diesen Begegnungen zählten auch drei Qualifikationsspiele für die Jahrgangs-Europameisterschaft 2013. Ab der Saison 2013/14 spielte sie mit Frankreichs A-Jugend-Nationalelf 13 Partien, in denen sie wiederum ein Tor schoss. Mit ihren Altersgenossinnen nahm sie an der U-19-EM 2015 in Israel teil und stand dort in allen vier französischen Partien in der Startelf. Bei dem Ausscheiden der Bleuettes im durch Elfmeterschießen mit 4:5 verlorenen Halbfinale gegen Spanien hatte Karchaoui ihren Strafstoß verwandelt. Bei der U-20-WM 2016 bestritt sie fünf Spiele und wurde Vizeweltmeisterin.
Aus der U-19-Frauschaft ist sie erst die zweite Fußballerin nach Marie-Charlotte Léger, die von Frauennationaltrainer Philippe Bergeroo in Frankreichs A-Mannschaft berufen worden ist. Bei ihrem Debüt am 11. April 2016, einem EM-Qualifikationsspiel gegen die Ukraine, stand sie – obwohl aufgrund von Absagen anderer Spielerinnen lediglich nachnominiert – sogar in der Startformation und spielte volle 90 Minuten durch. Dies wiederholte sich acht Wochen später gegen Griechenland. Allerdings war auf der linken Außenbahn Laure Boulleau bei Bergeroo gesetzt – und falls diese verletzungsbedingt ausfällt, stand auch deren erste Vertreterin Amel Majri einstweilen in der Hierarchie noch vor Karchaoui. Für das olympische Fußballturnier 2016 nominierte der Trainer sie zunächst nur als eine von vier Reservistinnen, die im Bedarfsfall in den französischen Kader nachrücken. Nachdem allerdings nicht nur Boulleau, sondern auch Laura Georges verletzungsbedingt zu Hause bleiben musste, rückte Karchaoui in das 18er-Aufgebot nach und kam in Brasilien sogar zu zwei Einsätzen in der Startelf. Unter Bergeroos Nachfolger Olivier Echouafni hat sie sich auf der linken Außenbahn als erste Wahl etabliert. Folgerichtig zählte sie 2017 zum Europameisterschaftskader Frankreichs, und auch Corinne Diacre, die Echouafni nach der EM ablöste, berief sie regelmäßig ein. Ebenso fand Sakina Karchaoui im französischen 23er-Kader zur WM 2019 im eigenen Land und im Aufgebot für die Europameisterschaft 2022 Berücksichtigung. Im Nachgang der Europameisterschaft wurde sie vom beobachtenden Trainerstab der UEFA in die „Elf des Turniers“ gewählt.
Mittlerweile wurde Karchaoui in insgesamt 51 A-Länderspielen eingesetzt; einen Treffer erzielte sie darin noch nicht, gab aber mehrere Torvorlagen. (Stand: 23. Juli 2022)
Sie wurde für die WM-Endrunde 2023 in Australien und Neuseeland nominiert, in vier der fünf Spiele ihres Teams eingesetzt und schied mit der Mannschaft im Viertelfinale nach Elfmeterschießen gegen die Australierinnen aus.

## Palmarès
- Champions League: Gewinnerin 2020
- Französische Pokalsiegerin 2022

## Nachweise und Anmerkungen
1. ↑  Der Landesverband FFF nennt fälschlicherweise den 21. Januar als ihr Geburtsdatum (siehe ihr Datenblatt unter Weblinks); ihr Verein hingegen bestätigt (Memento vom 12. April 2016 im Internet Archive) den 26.
2. ↑  Nach „Karchaoui – der neue Stern am französischen Fußballhimmel“ (Memento vom 20. Februar 2017 im Internet Archive) vom 13. November 2016 bei fifa.com
3. ↑  siehe den Spielbericht bei footofeminin.fr
4. ↑  Spielbericht der Pokal-Vorschlussrundenpartie vom 18. April 2016 bei footofeminin.fr
5. ↑  siehe das Datenblatt von Karchaouis erstem A-Länderspiel auf der Verbandsseite
6. ↑  Vier Titelheldinnen in der Turnier-Elf, srf.ch, 2. August 2022, abgerufen am 2. August 2022.
7. ↑  Ergebnisse & Spielpläne. 12. August 2023, abgerufen am 12. August 2023.

| Personendaten    | Personendaten                 |
| ---------------- | ----------------------------- |
| NAME             | Karchaoui, Sakina             |
| KURZBESCHREIBUNG | französische Fußballspielerin |
| GEBURTSDATUM     | 26. Januar 1996               |
| GEBURTSORT       | Salon-de-Provence             |